# 卞偉
卞偉（1488年—？年），字子充，號蘇溪，四川敘州府宜賓縣人，民籍，三月十一日生，行一，治《詩經》，明朝政治人物。

## 生平
由國子生中式四川鄉試第五十八名舉人，年四十二歲中式嘉靖八年己丑科會試第二百三十三名，第三甲第一百七十五名進士。授長沙府推官。十四年十一月选授浙江道试監察御史，十五年五月实授，二十三年巡按宁夏，二十四年十二月升雲南按察司副使，致仕。

## 家族
曾祖卞如圭，壽官；祖卞紀，縣主簿；父卞鳳來；母劉氏；繼母廖氏。永感下，妻尹氏，繼妻姚氏；周氏；兄俊，弟价；倣；傑；佐；佑；信；儉；儼。